# Amabela nigrisparsa
Amabela nigrisparsa is een vlinder uit de familie van de spinneruilen (Erebidae). De wetenschappelijke naam van de soort is voor het eerst geldig gepubliceerd in 1914 door Paul Dognin.